# Talbot T150C
La Talbot T150C, chiamata anche in seguito Talbot-Lago T150C, è una autovettura costruita dalla scuderia francese Talbot-Lago e utilizzata in svariate gare e competizioni automobilistiche tra la fine degli anni 30 e 40 del 900.
Derivata dalla Talbot-Lago T150 Grand Touring prodotta dal 1937 al 1943, inizialmente era disponibile nella sola versione Sport (S), ma.poi venne sviluppata anche una versione monoposto (C, alleggerito nella configurazione Grand Prix).

## Storia

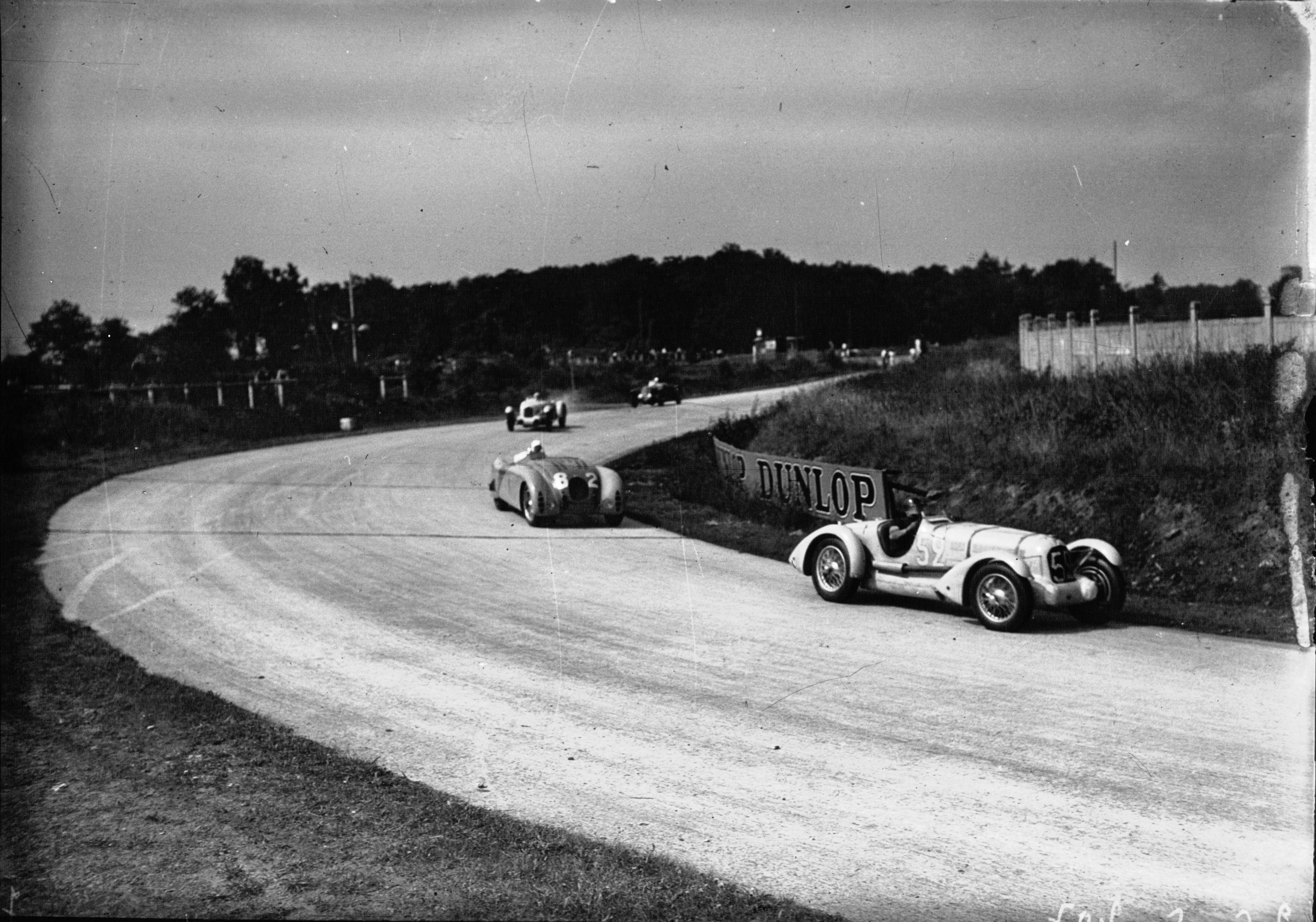
Talbot 150C al Gran Premio di Francia 1936

Venne progettata dall'ingegnere italiano Walter Becchia alla fine del 1935 quando Anthony Lago arrivato dall'Inghilterra per prendere il controllo della Talbot. Fu prodotta in 4 esemplari nel 1936 e altri 2 furono prodotti nel 1937. Fu creata appositamente per soddisfare i nuovi regolamenti della federazione internazionale relativi alla Formula Gran Prix.

## Riconoscimenti
- Best of Show at the Pebble Beach Concourse d'Elegance 1997[1]